# NATURAL (YUIのアルバム)
『NATURAL』（ナチュラル）は、YUIの1作目のミニアルバムである。

## 解説
YUIメジャーデビュー15周年を記念したセルフカバーミニアルバム。
今作ではYUI人気の6曲を、現在活動するロックバンドFLOWER FLOWERのメンバーとともにリアレンジし、現在のYUIが歌いなおした自然体な歌の魅力を存分に感じることができる1枚となっている。
初回生産限定盤には2020年に配信された｢インコのhave a nice dayツアー 2020-Streaming Live-｣映像のBlu-rayも付いてくる。
予約者優先の先着オリジナル特典としてCDショップチェーン等で購入した方に、特製ギターピック、メガジャケ、告知ポスター等が購入場所によって貰える。
2021年3月8日付の、オリコン週間アルバムランキングで10,832枚を売り上げ初登場9位。
同付、オリコン週間合算アルバムランキングでは、11,917ptで初登場10位を記録。
また、週間デジタルアルバムランキングでは、847DLで、初登場6位を記録している。

## 収録曲

### CD
1. feel my soul (5:33)
作詞・作曲：YUI 編曲：FLOWER FLOWER/Makoto Minagawa
  - 1作目のシングル。
  - フジテレビ系ドラマ『不機嫌なジーン』主題歌
2. CHE.R.RY (3:40)
作詞・作曲：YUI 編曲：FLOWER FLOWER
  - 8作目のシングル。
  - au by KDDI「LISMO」CMソング
3. Rolling star (3:15)
作詞・作曲：YUI 編曲：FLOWER FLOWER
  - 7作目のシングル。
  - テレビ東京系アニメ『BLEACH』オープニングテーマ（2006年10月4日 - 2007年3月28日放送分）およびmusic.jp TVCFソングタイアップ曲。
4. Good-bye days (5:13)
作詞・作曲：YUI 編曲：FLOWER FLOWER/Makoto Minagawa
  - 5作目のシングル。
  - 自身が主演した映画『タイヨウのうた』の主題歌である。
  - 正確にはYUI名義の作品ではないものの、2ndアルバム『CAN'T BUY MY LOVE』にも収録されている。
5. GLORIA (4:23)
作詞・作曲：YUI 編曲：MAFUMAFU
  - 15作目のシングル。
  - ベネッセコーポレーション「進研ゼミ高校講座」CMソング
6. SUMMER SONG (3:49)
作詞・作曲：YUI 編曲：MAFUMAFU
  - 12作目のシングル。
  - 今回の曲の最後にはFLOWER FLOWERの「時計」の歌詞の一部も組み込まれている。

### Blu-ray
「インコのhave a nice dayツアー2020-Streaming Live-」
1. 夢
2. 浄化
3. はなうた
4. SUMMER SONG